# 리경애
리경애(1976년 8월 25일~)는 조선민주주의인민공화국의 크로스컨트리 스키 선수로, 1964년 동계 올림픽에 참가했다.